# 192178 Lijieshou
192178 Lijieshou è un asteroide della fascia principale. Scoperto nel 2007, presenta un'orbita caratterizzata da un semiasse maggiore pari a 2,6040167 UA e da un'eccentricità di 0,1678888, inclinata di 5,22973° rispetto all'eclittica.